# Caussade (Tarn-et-Garonne)
Pour les articles homonymes, voir Caussade.
Caussade est une commune française de l'arrondissement de Montauban, située dans le nord-est du département de Tarn-et-Garonne en région Occitanie.
Sur le plan historique et culturel, la commune est dans le Quercy Blanc, correspondant à la partie méridionale du Quercy, devant son nom à ses calcaires lacustres du Tertiaire.
Exposée à un climat océanique altéré, elle est drainée par la Lère, le Candé, le ruisseau de Bonne Vieille, le ruisseau de Fontanel, le ruisseau de mirabel, le ruisseau de Paris, le ruisseau de Terrassou, le ruisseau du Traversié et par divers autres petits cours d'eau. La commune possède un patrimoine naturel remarquable composé de deux zones naturelles d'intérêt écologique, faunistique et floristique.
Caussade est une commune rurale qui compte 6 858 habitants en 2022. Elle est dans l'agglomération de Caussade et fait partie de l'aire d'attraction de Montauban. Ses habitants sont appelés les Caussadais ou Caussadaises.
Caussade, ancienne ville du Quercy blanc ou Bas-Quercy, située dans les coteaux du Quercy, est surnommée « la cité du chapeau », en raison de la grande tradition chapelière. En particulier, le chapeau de paille, le fameux canotier, confectionné à Caussade, connaît un apogée commercial à la fin du XIXe et au début du XXe siècle.

## Géographie

### Localisation
Commune située dans le Quercy à 20 km au nord-est de Montauban. La commune forme avec sa voisine Monteils l'unité urbaine de Caussade.

### Communes limitrophes
Les communes limitrophes sont  Bioule, Cayriech, Lapenche, Montalzat, Monteils, Montricoux, Réalville, Saint-Cirq, Saint-Vincent-d'Autéjac et Septfonds.
| Montalzat               | Lapenche | Cayriech, Septfonds    |
| Saint-Vincent-d'Autéjac | Caussade | Monteils               |
| Réalville               | Bioule   | Saint-Cirq, Montricoux |

### Géologie et relief
En deux kilomètres, la mutation de paysage géologique est bouleversante aux yeux du géomorphologue averti. Quittant le causse de Limognes et son prolongement occidental et méridional sous forme de bas plateau jurassique, une descente s'effectue par l'ancien golfe oligocène de Monteils pour arriver à l'ancienne plaine alluviale quaternaire de l'Aveyron. Celle-ci se réunit à celle du Tarn en aval de Montauban. Le causse, zone karstique aux milieux édaphiques pauvres et secs a laissé place à de riantes vallée vertes et fruitières, comme on en trouve communément dans le Val de Garonne. La différence s'explique par le sol et le socle géologique.
Les causses calcaires sont perméables, à l'exception notable des fonds de dolines ou encore des ouvalas tapissés d'argiles de décomposition, de dépôt sidérolithique ou phosphoreux. Les précipitations annuellement parfois supérieures à 850 mm d'eau n'alimentent après infiltration sur le plateau que les vallées.
La superficie de la commune est de 4 573 hectares ; son altitude varie de 95  à   208 mètres.

### Hydrographie
La commune est dans le bassin versant de la Garonne, au sein du bassin hydrographique Adour-Garonne. Elle est drainée par la Lère, le Candé, le ruisseau de Bonne Vieille, le ruisseau de Fontanel, le ruisseau de mirabel, le ruisseau de Paris, le ruisseau de Terrassou, le ruisseau du Traversié, un bras du Cande, le ruisseau d'Albert, le ruisseau de Bayle, le ruisseau de Flamens, le ruisseau de Fouyssoles, constituant un réseau hydrographique de 58 km de longueur totale,.
La Lère, d'une longueur totale de 45,1 km, prend sa source dans la commune de Saillac et s'écoule du nord-est au sud-ouest. Elle traverse la commune et se jette dans l'Aveyron à Albias, après avoir traversé 14 communes.
Le Candé, d'une longueur totale de 18,1 km, prend sa source dans la commune de Labastide-de-Penne et s'écoule du nord-est au sud-ouest. Il se jette dans la rivière la Lère sur le territoire communal, après avoir traversé 7 communes.

### Climat
Pour des articles plus généraux, voir Climat de l'Occitanie et Climat de Tarn-et-Garonne.
En 2010, le climat de la commune est de type climat du Bassin du Sud-Ouest, selon une étude du Centre national de la recherche scientifique s'appuyant sur une série de données couvrant la période 1971-2000. En 2020, Météo-France publie une typologie des climats de la France métropolitaine dans laquelle la commune est exposée à un climat océanique altéré et est dans la région climatique Aquitaine, Gascogne, caractérisée par une pluviométrie abondante au printemps, modérée en automne, un faible ensoleillement au printemps, un été chaud (19,5 °C), des vents faibles, des brouillards fréquents en automne et en hiver et des orages fréquents en été (15 à 20 jours).
Pour la période 1971-2000, la température annuelle moyenne est de 13,1 °C, avec une amplitude thermique annuelle de 15,9 °C. Le cumul annuel moyen de précipitations est de 781 mm, avec 10,2 jours de précipitations en janvier et 5,9 jours en juillet. Pour la période 1991-2020, la température moyenne annuelle observée sur la station météorologique de Météo-France la plus proche, « Saint-Vincent », sur la commune de Saint-Vincent-d'Autéjac à 5 km à vol d'oiseau, est de 13,9 °C et le cumul annuel moyen de précipitations est de 771,1 mm. 
La température maximale relevée sur cette station est de 41,5 °C, atteinte le 23 août 2023 ; la température minimale est de −13 °C, atteinte le 9 février 2012,,.
| Mois                                  | jan.          | fév.         | mars        | avril           | mai           | juin        | jui.           | août          | sep.        | oct.          | nov.            | déc.           | année     |
| ------------------------------------- | ------------- | ------------ | ----------- | --------------- | ------------- | ----------- | -------------- | ------------- | ----------- | ------------- | --------------- | -------------- | --------- |
| Température minimale moyenne (°C)     | 2,4           | 2,3          | 4,7         | 7,2             | 10,5          | 14,1        | 15,9           | 15,7          | 12,4        | 9,9           | 5,6             | 3,1            | 8,6       |
| Température moyenne (°C)              | 6             | 6,8          | 10,1        | 12,8            | 16,4          | 20,2        | 22,3           | 22,3          | 18,7        | 15,1          | 9,5             | 6,5            | 13,9      |
| Température maximale moyenne (°C)     | 9,5           | 11,3         | 15,5        | 18,4            | 22,2          | 26,4        | 28,7           | 28,9          | 24,9        | 20,2          | 13,4            | 10             | 19,1      |
| Record de froid (°C) date du record   | −9,5 13.01.03 | −13 09.02.12 | −9 01.03.05 | −2,5 15.04.1994 | 1,5 06.05.19  | 5 01.06.06  | 8,5 09.07.1996 | 8 30.08.1996  | 3 18.09.01  | −3,5 25.10.03 | −7,5 17.11.07   | −10,9 16.12.01 | −13 2012  |
| Record de chaleur (°C) date du record | 19 05.01.1999 | 24 27.02.19  | 26 24.03.01 | 30 30.04.05     | 35,5 29.05.01 | 41 27.06.19 | 39,9 18.07.22  | 41,5 23.08.23 | 36 12.09.16 | 33,4 01.10.23 | 25,5 20.11.1994 | 19 08.12.10    | 41,5 2023 |
| Précipitations (mm)                   | 65,8          | 51,3         | 55          | 77,2            | 76,9          | 69,3        | 49,9           | 58,8          | 60,7        | 63,9          | 71,6            | 70,7           | 771,1     |

| Diagramme climatique                                  |             |           |             |              |              |              |              |              |             |             |           |
| J                                                     | F           | M         | A           | M            | J            | J            | A            | S            | O           | N           | D         |
| 9,52,465,8                                            | 11,32,351,3 | 15,54,755 | 18,47,277,2 | 22,210,576,9 | 26,414,169,3 | 28,715,949,9 | 28,915,758,8 | 24,912,460,7 | 20,29,963,9 | 13,45,671,6 | 103,170,7 |
| Moyennes : • Temp. maxi et mini °C • Précipitation mm |             |           |             |              |              |              |              |              |             |             |           |

Les paramètres climatiques de la commune ont été estimés pour le milieu du siècle (2041-2070) selon différents scénarios d'émission de gaz à effet de serre à partir des nouvelles projections climatiques de référence DRIAS-2020. Ils sont consultables sur un site dédié publié par Météo-France en novembre 2022.

### Milieux naturels et biodiversité

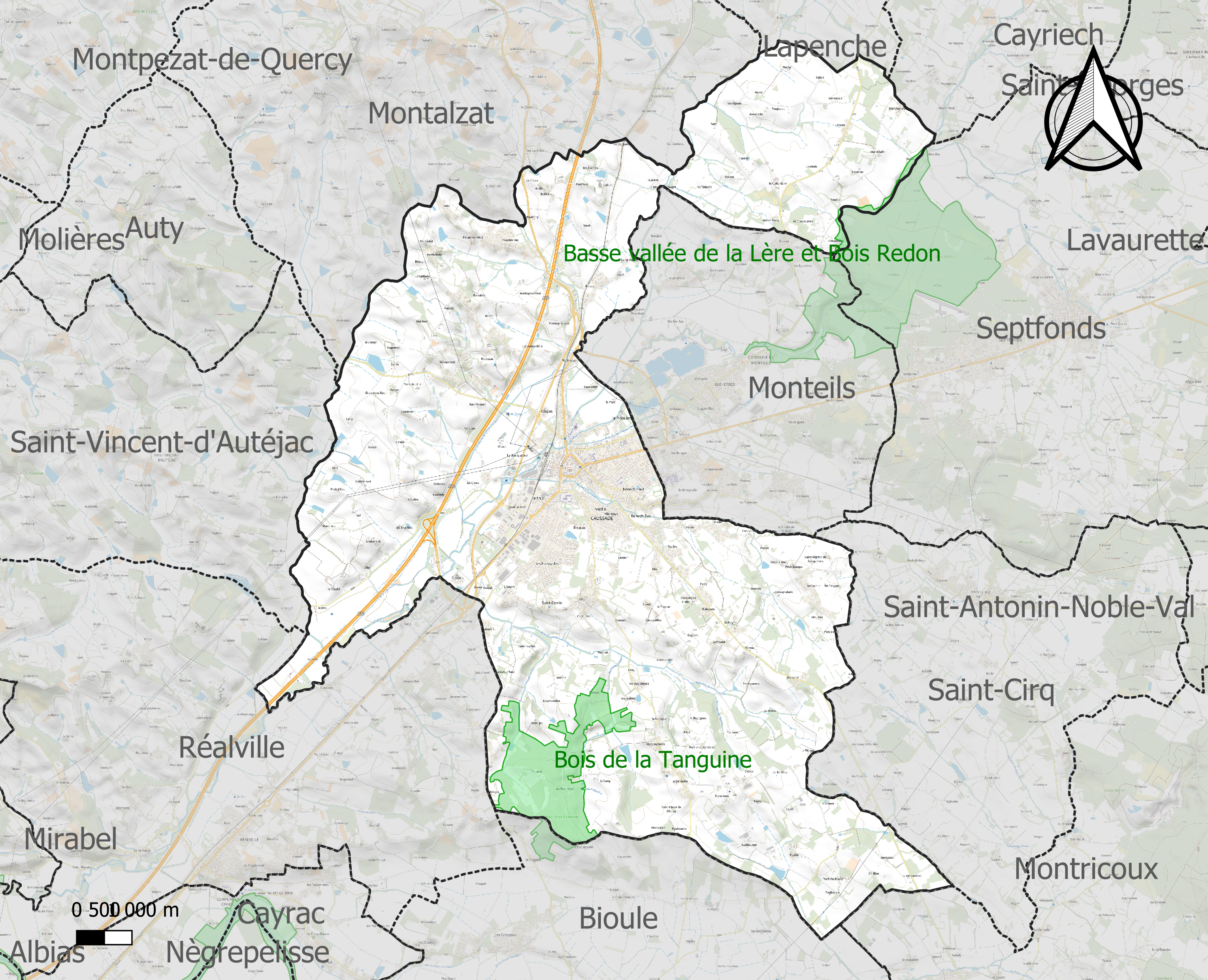
Carte des ZNIEFF de type 1 localisées sur la commune.

L’inventaire des zones naturelles d'intérêt écologique, faunistique et floristique (ZNIEFF) a pour objectif de réaliser une couverture des zones les plus intéressantes sur le plan écologique, essentiellement dans la perspective d’améliorer la connaissance du patrimoine naturel national et de fournir aux différents décideurs un outil d’aide à la prise en compte de l’environnement dans l’aménagement du territoire.
Deux ZNIEFF de type 1 sont recensées sur la commune : la « basse vallée de la Lère et bois Redon » (345 ha), couvrant 3 communes du département, et le « bois de la Tanguine » (173 ha), couvrant 2 communes du département.

## Urbanisme

### Typologie
Au 1er janvier 2024, Caussade est catégorisée bourg rural, selon la nouvelle grille communale de densité à sept niveaux définie par l'Insee en 2022.
Elle appartient à l'unité urbaine de Caussade, une agglomération intra-départementale regroupant deux  communes, dont elle est ville-centre,,. Par ailleurs la commune fait partie de l'aire d'attraction de Montauban, dont elle est une commune de la couronne,. Cette aire, qui regroupe 50 communes, est catégorisée dans les aires de 50 000 à moins de 200 000 habitants,.

### Occupation des sols
L'occupation des sols de la commune, telle qu'elle ressort de la base de données européenne d’occupation biophysique des sols Corine Land Cover (CLC), est marquée par l'importance des territoires agricoles (86,8 % en 2018), en diminution par rapport à 1990 (87,7 %). La répartition détaillée en 2018 est la suivante : terres arables (37,7 %), zones agricoles hétérogènes (32,5 %), prairies (16,6 %), zones urbanisées (6,5 %), forêts (5,6 %), zones industrielles ou commerciales et réseaux de communication (1,1 %), eaux continentales (0,1 %). L'évolution de l’occupation des sols de la commune et de ses infrastructures peut être observée sur les différentes représentations cartographiques du territoire : la carte de Cassini (XVIIIe siècle), la carte d'état-major (1820-1866) et les cartes ou photos aériennes de l'IGN pour la période actuelle (1950 à aujourd'hui).

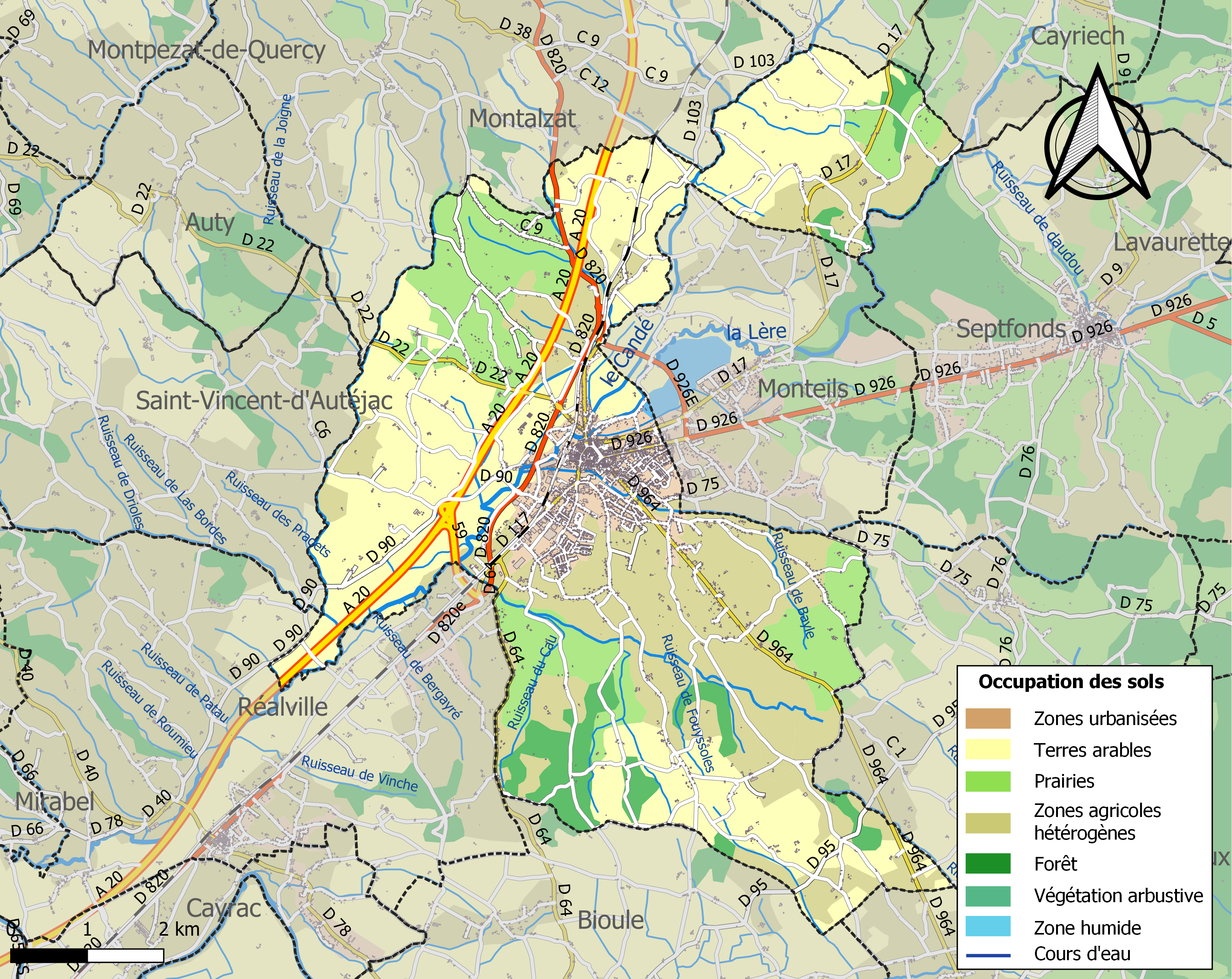
Carte des infrastructures et de l'occupation des sols de la commune en 2018 (CLC).

### Voies de communication et transports
La commune compte une gare sur son territoire, la gare de Caussade, desservie quotidiennement par des Intercités la reliant à la gare de Toulouse-Matabiau ou de Paris-Austerlitz, ainsi que par des Intercités de Nuit de la ligne Cerbère - Paris-Austerlitz uniquement le week-end et les jours fériés. La gare est également desservie par des TER Occitanie effectuant des missions entre les gares de Toulouse-Matabiau, Montauban-Ville-Bourbon, Cahors et Brive-la-Gaillarde.
La ligne 203 du réseau liO relie la commune à Montauban et à Villefranche-de-Rouergue.

### Risques majeurs
Le territoire de la commune de Caussade est vulnérable à différents aléas naturels : météorologiques (tempête, orage, neige, grand froid, canicule ou sécheresse), inondations, mouvements de terrains et séisme (sismicité très faible). Il est également exposé à un risque technologique, le transport de matières dangereuses. Un site publié par le BRGM permet d'évaluer simplement et rapidement les risques d'un bien localisé soit par son adresse soit par le numéro de sa parcelle.

#### Risques naturels
Certaines parties du territoire communal sont susceptibles d’être affectées par le risque d’inondation par débordement de cours d'eau, notamment la Lère et le Candé. La cartographie des zones inondables en ex-Midi-Pyrénées réalisée dans le cadre du XIe Contrat de plan État-région, visant à informer les citoyens et les décideurs sur le risque d’inondation, est accessible sur le site de la DREAL Occitanie. La commune a été reconnue en état de catastrophe naturelle au titre des dommages causés par les inondations et coulées de boue survenues en 1983, 1992, 1993, 1999, 2010 et 2021,.
Caussade est exposée au risque de feu de forêt. Le département de Tarn-et-Garonne présentant toutefois globalement un niveau d’aléa moyen à faible très localisé, aucun Plan départemental de protection des forêts contre les risques d’incendie de forêt (PFCIF) n'a été élaboré. Le débroussaillement aux abords des maisons constitue l’une des meilleures protections pour les particuliers contre le feu,.

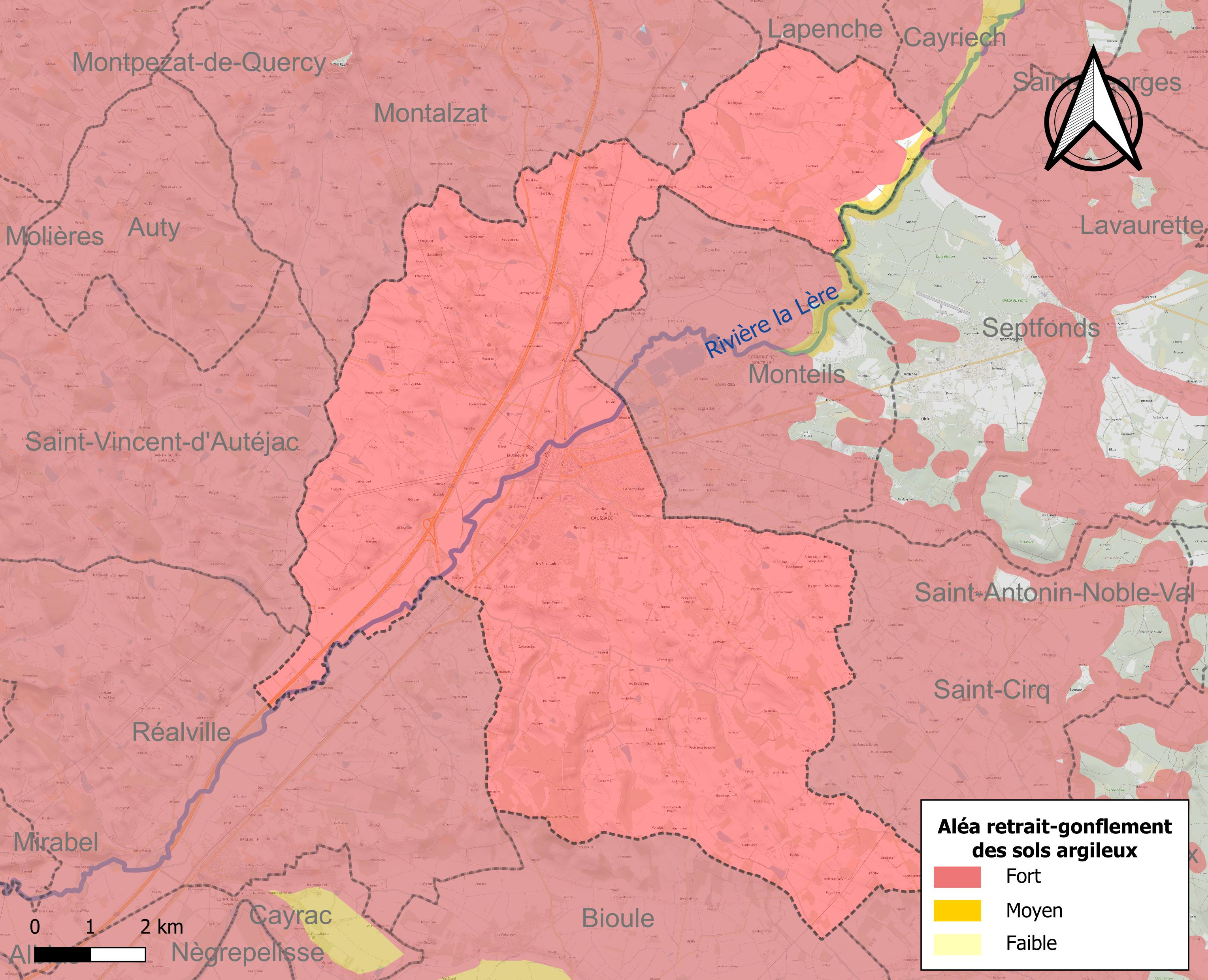
Carte des zones d'aléa retrait-gonflement des sols argileux de Caussade.

Les mouvements de terrains susceptibles de se produire sur la commune sont des tassements différentiels.
Le retrait-gonflement des sols argileux est susceptible d'engendrer des dommages importants aux bâtiments en cas d’alternance de périodes de sécheresse et de pluie. 99,9 % de la superficie communale est en aléa moyen ou fort (92 % au niveau départemental et 48,5 % au niveau national). Sur les 2 637 bâtiments dénombrés sur la commune en 2019, 2 636 sont en aléa moyen ou fort, soit 100 %, à comparer aux 96 % au niveau départemental et 54 % au niveau national. Une cartographie de l'exposition du territoire national au retrait gonflement des sols argileux est disponible sur le site du BRGM,.
Par ailleurs, afin de mieux appréhender le risque d’affaissement de terrain, l'inventaire national des cavités souterraines permet de localiser celles situées sur la commune.
Concernant les mouvements de terrains, la commune a été reconnue en état de catastrophe naturelle au titre des dommages causés par la sécheresse en 1989, 1992, 1995, 1998, 2002, 2003, 2005, 2008, 2009, 2011 et 2015 et par des mouvements de terrain en 1999.

#### Risques technologiques
Le risque de transport de matières dangereuses sur la commune est lié à sa traversée par des infrastructures routières ou ferroviaires importantes ou la présence d'une canalisation de transport d'hydrocarbures. Un accident se produisant sur de telles infrastructures est susceptible d’avoir des effets graves sur les biens, les personnes ou l'environnement, selon la nature du matériau transporté. Des dispositions d’urbanisme peuvent être préconisées en conséquence.

## Toponymie
La commune prend son nom de l'occitan caussada, équivalent du français « chaussée » (l'un et l'autre issus d'un bas latin (via) calciata, désignant une route formée de pierres bien tassées, de calciare, « fouler pour tasser ») et connu en toponymie dans le sens de « grande route », « route aménagée ». En Béarn, on appelle « caussade » une chaussée, un chemin, une rue. « Caussade » signifierait une route ou bien un endroit de ruelles, de chemins pavés, entrelacés, bref un lieu d'habitat aggloméré.

## Histoire
Les stations gallo-romaines sont nombreuses autour de Caussade. En particulier, à La Bénéche, des vases, médailles, bronzes, des monnaies d'or et deniers d'argent frappés en particulier à l'époque de Titus, des fuseaux en bois attestant l'activité textile lainière ont été mis au jour au fond de réseau de puits autrefois comblé vers 1710.
Pourtant, la plupart des dépôts de matière céramique ne peut être associée à la période gallo-romaine. L'observation montre qu'ils datent de la fin de l'époque médiévale ou surtout de l'époque moderne. Ces vestiges de fours ou ces reliquats de dépôts de leurs productions, sous forme de briques et de tuiles, sont situés près des lieux habités, fermes ou villages.

### La baronnie de Caussade
La première citation d'un vicomte seigneur de Caussade est indirecte car elle apparaît dans une donation d'un alleu de Monteils à la cathédrale de Cahors en 968 par un certain Amalvin et son épouse Avane sous réserve des droits du vicomte. Le premier seigneur de Caussade connu par une charte de 1060 est Raymond. Dans un acte de donation de 1101, un autre Raymond est seigneur de Caussade et se qualifie de vicomte de Quercy. Le 4 avril 1166, l'acte de fondation de l'abbaye de Francou est signé par tous les ayants cause sur les terres données dont Bertrand de Durfort et ses frères, chevaliers, seigneurs de Caussade et de Puycornet. Cet acte permet de montrer que les chevaliers cités étaient des descendants de Frotard, vicecomes Cadurcorum, vicomte de Quercy, cité en 930 et 932. Le comté de Quercy était dans la dépendance des comtes de Toulouse depuis 919 avec Raymond II de Toulouse, indivis avec son frère Ermengaud de Rouergue.
Le 2 juillet 1198, une partie de la seigneurie de Caussade est vendue par Frotard vicomte de Saint-Antonin, sa femme Bertrande de Caussade, et Isardus leur fils, à Ratier de Caussade, fils de Ratier, vicomte, pour 3 200 sols de Cahors par un acte passé dins la Cuberta del castell de Caussada. Les barons de Caussade ont été tentés par le catharisme. Une armée de croisés venant du Velay passe par Caussade et Saint-Antonin en 1209 qui doivent payer une forte contribution. La ville est prise une seconde fois au milieu de 1214 par une armée conduite par l'évêque de Carcassonne et Guy, frère de Simon de Montfort. Ce même Ratier de Caussade est allé défendre Toulouse reprise par le comte Raymond VI de Toulouse. Ratier de Caussade était marié à Escaronhe, fille de Jourdain III de l'Isle et d'Esclarmonde de Foix. Il est dépossédé de Caussade en 1236 par un tribunal de l'Inquisition pour avoir embrassé la cause des Albigeois et de son suzerain. La seigneurie est alors donnée à l'évêque de Cahors. En octobre 1242, un Ratier de Caussade rend hommage à l'évêque de Cahors, Géraud V Barasc, pour la moitié de la baronnie de Caussade et de la vicomté de Montclar. L'autre moitié de la baronnie appartient à son frère Raymond de Caussade,. Ratier a participé à la Septième croisade avec Alphonse de Poitiers. Avant de partir il accorde en 1248 une charte de coutumes aux habitants de Caussade mentionnée dans la charte de coutumes de 1306. La même année, il est à Saint-Jean-d'Acre quand il emprunte 160 livres tournois à un marchand de Gênes probablement pour payer son voyage de retour. La veille des ides de décembre 1249, Raymond et Ratier de Caussade ont prêté serment de fidélité dans l'abbaye Saint-Pierre de Moissac à Alphonse de Poitiers et Jeanne de Toulouse. L'évêque s'est emparé de la seigneurie peu après, mais Alphonse de Poitiers, comte de Toulouse par son mariage, fait valoir ses prétentions sur la seigneurie. Un arbitrage est demandé par les deux parties le 21 mai 1252 à Pierre de Voisins et Bertrand de Cardaillac. Les deux parties ont transigé en mars 1257, Alphonse de Poitiers a gardé le château de Caussade. Alphonse de Poitiers n'a pas été seulement le suzerain de Caussade, mais le véritable seigneur de Caussade. Dans un acte du 23 juin 1269, Ratier de Caussade et ses frères ne sont plus que qualifiés de damoiseaux. Les puissants barons de Caussade ne sont plus que les barons de Puycornet et de Durfort ; le nom de Caussade continue cependant, transmis à des descendants : ainsi l'héritière Catherine, fille de Jean, lui-même fils de Raymond II de Caussade, sire de Puycornet et de Calvignac, et de Marguerite de Comminges-Couserans, l'apporte à son mari Guillaume de Stuer, conseiller-chambellan de Louis XI, gouverneur de Saintonge et de Caen, d'où plus tard les Quélen de Stuer de Caussade de St-Mesgrin, par ailleurs héritiers des Pérusse des Cars de La Vauguyon, princes de Carency.
À la mort d'Alphonse de Poitiers et de sa femme Jeanne de Toulouse, en 1271, le roi de France Philippe III le Hardi conserve les territoires que le traité de Paris de 1259 prévoyait de rendre au roi d'Angleterre, le Quercy et l'Agenais.
Philippa de Lomagne, fille d'Arnaud Odon d'Armagnac, vicomtesse de Lomagne et d'Auvillars, a reçu la baronnie de Caussade par le testament de Jeanne de Toulouse. Elle s'est mariée à Hélie VII, comte de Périgord. Elle cède la baronnie à sa fille Marquèse qui la laissera en héritage à son père, mais on constate que les fils de Ratier de Caussade avaient repris possession de la baronnie, sans savoir dans quelles conditions.

### Caussade et la guerre de Cent Ans
Par le traité d'Amiens de 1279, le roi de France accepte les conditions imposées au traité de Paris. Il rend l'Agenais et renonce à la Saintonge, mais le Quercy est soumis à une enquête. Finalement le Quercy reste au roi de France Philippe le Bel en 1286 contre une rente. Le conflit entre le roi de France et le roi d'Angleterre reprend en 1294 à la suite d'incidents maritimes entre marins normands et de Bayonne, le 15 mai 1293. Le roi de France occupe le duché de Guyenne. Les combats s'arrêtent après la trêve de Vive-Saint-Bavon signée le 9 octobre 1297. Les négociateurs anglais demandèrent l'avis au pape Boniface VIII. Le pape rendit une sentence arbitrale le 30 juin 1298. Le 19 juin 1299, les négociateurs français et anglais ont signé le traité de Montreuil-sur-Mer acceptant la sentence arbitrale du pape. Le duché de Guyenne est rendu au roi d'Angleterre qui ne doit plus l'hommage lige au roi de France.
Le Quercy méridional constitue déjà un monde à part au sortir des défrichements du XIIe siècle. Le prodigieux essor de la bastide de Mons Albanus ou Mont Alban, permet à la ville neuve de Montauban de rayonner sur le plat pays où convergent les rivières Tarn et Aveyron vers le fleuve Garonne et ses proches abords. Au détriment de la vieille abbaye de Moissac, l'austère cahorsin Jacques Duèze, pape sous le nom de Jean XXII, scelle cette domination en créant l'évêché de Montauban en 1317.
Par le traité de Brétigny signé le 8 mai 1360, le Quercy est cédé au roi d'Angleterre par le roi de France Jean II fait prisonnier à la bataille de Poitiers. Le Prince Noir est nommé prince d'Aquitaine par son père le 19 juillet 1362. Par le traité de Libourne, il s'était engagé à aider le roi de Castille, Pierre le Cruel. Il a alors amené avec lui plusieurs seigneurs du Quercy en 1367. Cette guerre lui ayant été coûteuse, il a demandé aux États de Guyenne de lever un fouage de 20 sous par feu. Cette imposition va amener un certain nombre de seigneurs de le refuser et à faire appel au roi Charles V. Celui-ci l'a convoqué devant le tribunal des Pairs, le 26 janvier 1369. L'arrestation des deux commissaires envoyés par le roi a entraîné la déclaration de guerre. Plusieurs villes du Quercy reconnurent la souveraineté du roi de France. Caussade, en juin 1369 mais la ville est occupée par les Anglais en 1388. En 1370, les habitants non nobles de Caussade ont été exemptés de droit de franc-fief par le roi de France.

### Les comtes de Périgord barons de Caussade
Hélie VII, comte de Périgord de 1295 à 1311, était aussi vicomte de Lomagne et d'Auvillars. Il avait reçu ces vicomtés de sa première femme, Philippa de Lomagne, en 1286. Il a signé un acte d'échange avec Philippe le Bel à Saint-Germain-en-Laye en novembre 1301, par lequel il cédait lesdites vicomtés au roi en échange d'importants domaines dans la partie ouest du comté de Périgord. Cependant, une partie des terres que le roi avait cédées à Hélie VII en 1301 devant être restituées au roi d’Angleterre Édouard Ier à la suite du traité de Paris de 1303, Philippe le Bel ne possédant plus aucun domaine dans le comté de Périgord ou à proximité a dû céder des terres dans le Quercy et le Toulousain au comte de Périgord. Philippe IV le Bel assigne 1 000 livres tournois sur les seigneuries de Caussade, Molières et Lafrançaise au profit d'Hélie VII pour le dédommager des terres restituées au roi d'Angleterre. Hélie VII, comte de Périgord, accorde des coutumes aux habitants de Caussade le 4 octobre 1306,.
En 1316, la baronnie de Caussade, outre Caussade, comprend Lafrançaise, Molières, Montalzat, Sainte-Livrade.

### Les comtes d'Armagnac barons de Caussade
La baronnie est passée dans les mains des comtes d'Armagnac par la suite du mariage de Jeanne de Périgord, fille de Roger-Bernard, comte de Périgord de 1336 à 1361 (fils puîné d'Hélie VII), avec Jean II, comte d'Armagnac, le 23 novembre 1359. La baronnie de Caussade a servi de garantie pour le paiement de la dot de 50 000 florins d'or que le comte Roger-Bernard s'était engagé à payer. Archambaud V, comte de Périgord de 1361 à 1398 (fils de Roger-Bernard et frère de Jeanne), en a obtenu la restitution par un acte du 13 avril 1390 contre le paiement de la somme de 23 000 florins d'or qu'il restait encore à payer sur la dot. Mais cet arrangement est resté sans effet car on constate qu'elle est encore possession du comte d'Armagnac en 1395.
La baronnie de Caussade n'est pas revenue aux comtes de Périgord car elle est toujours la propriété de Bernard VII d'Armagnac (fils de Jean II d'Armagnac et de Jeanne de Périgord; petit-fils maternel de Roger-Bernard et neveu d'Archambaud V) quand le Parlement de Paris décide de la saisie des biens d'Archambaud VI de Périgord (fils d'Archambaud V), en 1398 et 1399. La baronnie est alors réunie au comté de Rodez (domaine des comtes d'Armagnac depuis 1313).
Le 13 mai 1460, le Parlement de Paris confisque les biens de Jean V d'Armagnac (fils aîné de Jean IV et petit-fils de Bernard VII). Jean, sire de Montauban, maréchal de Bretagne et amiral de France, élève des prétentions sur la baronnie du chef de son aïeule, Béatrix d'Armagnac (sœur de Bernard VII). Mais les biens sont restitués au comte d'Armagnac par Louis XI en 1464. La baronnie est de nouveau saisie en 1471 en même temps que les autres biens de Jean V d'Armagnac. Charles d'Armagnac, fils de Jean IV et frère puîné de Jean V, obtient la mainlevée de la saisie des biens de sa Maison, par les États tenus à Tours, en 1484, après la mort de Louis XI.
À la suite du démembrement du comté de Rodez en 1486, Caussade devient le chef-lieu fortifié d'une baronnie. Le dernier comte de Rodez, Charles d'Armagnac, a fait la donation de 15 000 écus d'or en faveur de son fils bâtard Pierre, assignés sur la jouissance de la baronnie de Caussade ; cette donation est confirmée par Charles VIII, le 8 novembre 1493. En 1502, Louis XII donne les lettres patentes de légitimation à Pierre d'Armagnac dans lesquelles il est qualifié de baron de Caussade. En 1505, il a désigné noble Raymond de l'Isle, gouverneur de la terre et baronnie de Caussade. À sa mort, en 1517, la baronnie échoit à son fils, le cardinal Georges d'Armagnac.
En 1509, à l'occasion du mariage de Charles IV d'Alençon (fils de Jean II d'Alençon et de Marie d'Armagnac, la fille de Jean IV et la sœur de Jean V et Charles) avec Marguerite d'Orléans (alias d'Angoulême), sœur aînée de François Ier, ce dernier leur transmet une grande partie des domaines de la Maison d'Armagnac. Caussade devait en faire partie car le duc d'Alençon a donné de nouvelles coutumes aux habitants de Caussade en juin 1515. Le duc d'Alençon meurt après la bataille de Pavie, en 1525. Marguerite d'Angoulême hérite de ses titres de comte d'Armagnac et de Rodez, duc d'Alençon. Elle s'est remariée le 24 janvier 1527 avec Henri II, roi de Navarre, comte de Périgord, de Foix et de Bigorre, vicomte de Limoges et de Béarn, au château de Saint-Germain-en-Laye. Sa fille, Jeanne d'Albret, a reçu tous les biens donnés en dot à sa mère par son frère le roi François. Elle s'est mariée à Antoine de Bourbon, duc de Vendôme, premier prince du sang, fils de Charles et de Françoise d'Alençon (fille de René et petite-fille de Jean II d'Alençon et Marie d'Armagnac). La propriété de ces biens a été confirmée le 13 mai 1554 par le roi Henri II. Ils ont été transmis à son fils Henri IV qui les a réunis au domaine de la Couronne après son avènement au trône de France.

### Caussade et les guerres de Religion
Après avoir pris Lauzerte le 15 août 1562, le capitaine calviniste Symphorien de Durfort, sieur de Duras, s'était dirigé sur Caylus qu'il a emporté de force et saccagé le 22 août. Il s'est ensuite dirigé vers le Haut Quercy, prend Gourdon le 3 septembre, puis Rocamadour qu'il pille et détruit les reliques de saint Amadour. Il s'est emparé de Caussade le 8 septembre alors qu'il se dirigeait vers Montauban. Il fait précipiter du haut du clocher de l'église les ecclésiastiques. L'église Notre-Dame est incendiée ainsi que le château qui était situé à son chevet. L'église est détruite après 1570 pour réparer l'enceinte de la ville, sauf le clocher qui sert de tour de guet. Les habitants se sont alors réunis dans la tour d'Arles pour célébrer la messe.
Les guerres de Religion ont arrêté l'activité commerciale dans la région. Les foires et marchés interrompus n'ont été définitivement repris que le 24 janvier 1613, à l'initiative de Jean Gibre et Raymond Viguié, fabricants de bâts, et fermiers du droit de leude (taxe sur les marchandises) ou péage.

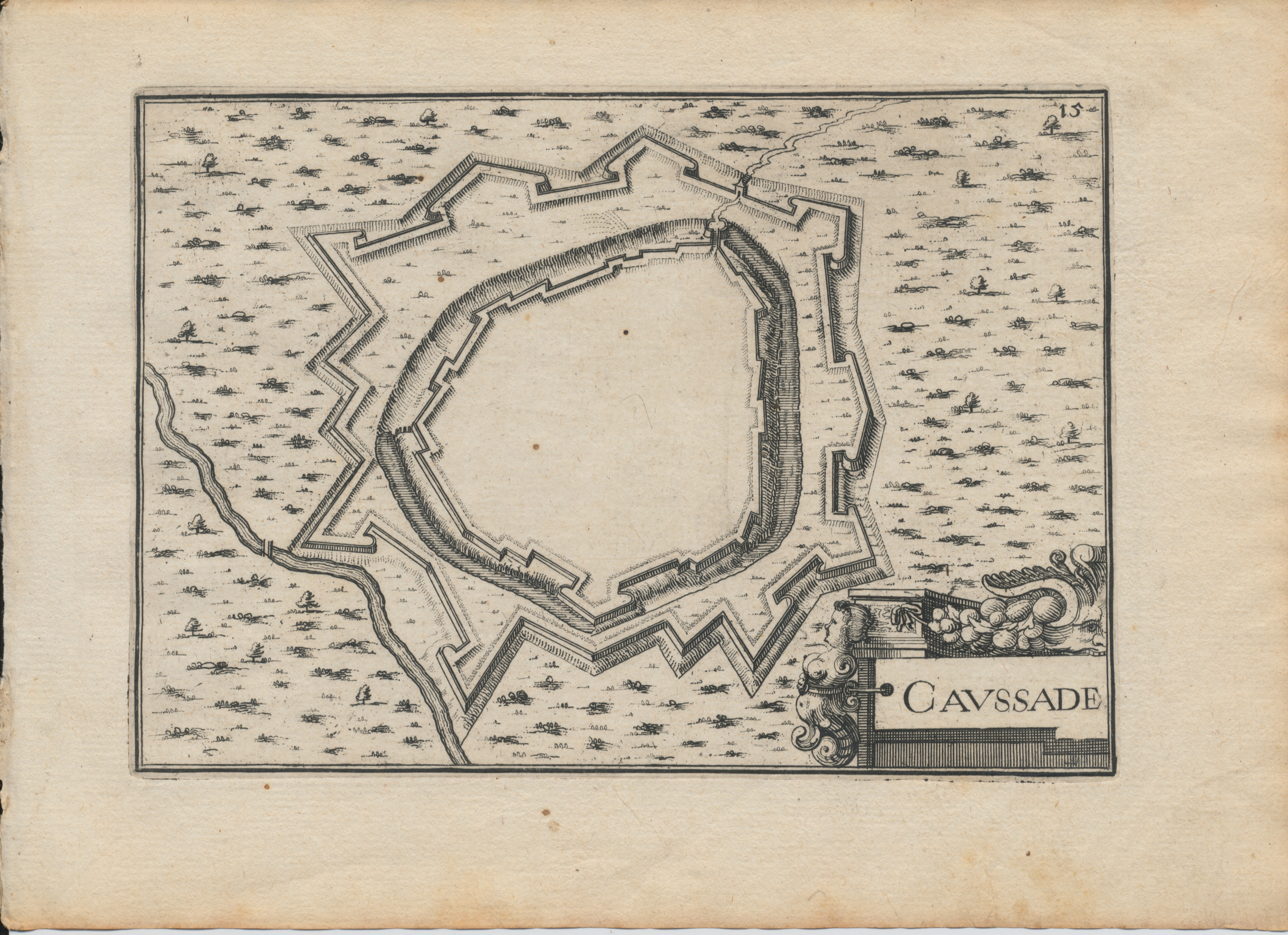
Plan de Caussade, gravure par le Sieur TASSIN, géographe ordinaire de sa Majesté. (1634).

Caussade était devenue en 1562 une place forte protestante, dans l'orbite de Montauban la capitale des Réformés du Sud-Ouest. Les doctrines de Jean Calvin y ont été prêchées pour la première fois le 3 août 1561 par le diacre. Assiégée, la petite place forte calviniste s'est rendue aux troupes de Louis XIII pendant la première campagne de 1621. Dans un arrêt d'octobre 1624, le parlement de Toulouse condamne les habitants de Caussade à rétablir l'église Notre-Dame avec les matériaux provenant de la démolition de l'enceinte. C'est le curé de la paroisse qui réunit les fonds. La première pierre est posée le 16 mai 1633. L'église est terminée et bénie en 1637. Considérée comme trop petite, elle a été reconstruite à partir de 1878. Pour lutter contre l'influence des protestants l'intendant Nicolas-Joseph Foucault établit dans la ville un couvent de Récollets en 1683.
En exécution de l'édit de paix publié à la fin du mois de juillet 1629, l'envoyé du cardinal de Richelieu, Montferrand, a pris possession de Caussade. Le 6 septembre 1631, Louis XIII a ordonné que les fortifications de la ville soient démolies et les fossé comblés. Des lettres du duc d'Épernon au marquis de Ségur demandent de « faire faire promptement et sans délai lesdites démolitions et comblement des fossés ».

### La baronnie de Caussade du duc de Sully aux Daliès
Le cardinal Georges d'Armagnac a vendu la baronnie le 16 avril 1583 à Jacques de Villemur (1510-1583), baron de Pailhès, gouverneur du comté de Foix et sénéchal de Rodez. Henri de Navarre, le fils de Jeanne d'Albret, revendique les revenus de la baronnie de Caussade, mais un arrêt du Parlement de Toulouse du 20 décembre 1584 lui fait défense de troubler Jacques de Villemur dans sa possession, confirmé par un autre arrêt du 24 mai 1586. À cette date Jacques de Villemur a transmis la baronnie à Fleurette d'Armagnac, nièce du cardinal, mariée à Blaise de Villemur, baron de Saint-Paul et de Pailhès, et à leur fils, Georges. Ce dernier revend la baronnie au duc de Sully le 23 juillet 1616.
Le duc de Sully donne la baronnie à son fils, François de Béthune, comte et duc d'Orval (à Nogent-le-Rotrou/-le-Béthune), en 1640, qui la vend pour 40 000 livres, par un acte reçu le 20 août 1646, à Jean Daliès, un des hommes d'affaires du prince de Condé, trésorier de France à Montauban. Il a acheté le domaine de Réalville en 1676. La famille Daliès a conservé la baronnie de Caussade jusqu’à la Révolution comme seigneur engagiste. Toutes les ventes ne comprenaient que la jouissance de la seigneurie de Caussade jusques à concurrence des revenus de 15 000 écus d'orpour lesquels elle avait été engagée en 1546 comme le confirme un arrêt rendu le 16 septembre 1675.
L'évêché de Montauban légitime l'espace public qui s'émancipe encore plus vigoureusement avec la généralité de Montauban, sous l'appellation administrative de Bas-Quercy, en 1635. Caussade dépend de l'élection et de l'intendance de Montauban et du parlement de Toulouse. Contrastant avec le lent effacement du Haut-Quercy, les deux derniers siècles de l'Ancien régime attestent l'apogée économique de ce pays méridional intelligent et prospère, par une agriculture diversifiée, une viticulture et arboriculture raffinée et une dynamique industrielle remarquable, impulsée par le textile et la minoterie.

### Mutation économique à partir duXVIIIesiècle
Du XVIIe au XVIIIe siècle, l'attraction bordelaise commence à toucher les vallées du Quercy blanc. La polyculture ancienne, çà et là complétée par des cultures tinctoriales et textiles, cède sa place. Les cultures industrielles régressent dès 1830, mis à part le tabac.
Après 1850, les cultures fruitières et maraîchères caractérisent les bons pays de la Garonne. Jusqu'en 1900, le transport ferroviaire incite des terroirs à la production et l'exportation lointaine de tomates, petits pois, haricots, oignons, asperges et choux-fleurs, voire artichauts et melons en quelques contrées. Après les crises de la vigne, touchées par le phylloxera, entre 1880 et 1900, les cultures fruitières prennent un essor, en particulier prune, cerises et raisins de table.
Les mutations économiques de la France industrielle après 1850 ont dramatiquement accru les émigrations vers les pays attractifs, soit les grandes villes de vallées, soit les contrées au nord, causant un exode rural aggravé par le prélèvement des guerres mondiales. Caussade, plus favorisée que les hauteurs des causses et recueillant un apport local en complément, n'en a pas moins échappé à une chute démographique.
L'industrie du chapeau de paille est d'abord née d'une idée d'industrie artisanale, employant les pailloles, tressées par les gardeuses de brebis des causses comme chapeau de paille. Rassemblées à Caussade et à Septfonds, les pailloles y sont cousues et servent à la confection de chapeaux. L'initiative provient de la dame Pétronille Cantecor (1762-1846), née "Gleye" au lieu-dit Bourrou, paroisse Saint-Martin de Cesquières, commune de Caussade et à l'origine paysanne vendeuse sur le marché. En 1860, les services du chemin de fer font naître l'industrie chapelière, puisqu'ils transbordent facilement sur le quai de la gare les lourdes machines modernes. Bientôt la paille locale est insuffisante, elle est importée d'Italie ou sous forme de paille de riz d'Extrême-Orient.
Bénéficiant de l'arrivée du chemin de fer, Caussade attractive reprend un léger essor démographique. Le recensement impérial publié le 10 janvier 1867 dévoile une population communale de 4 208 habitants, dont plus de la moitié, soit 2 495 se regroupe dans l'agglomération Caussadaise.
Mais la stagnation démographique laisse la place à une lente régression. Au tournant des années 1880, la jolie petite ville du Midi au milieu d'une belle et fertile plaine, appréciée dans les guides de tourisme, est à 22 kilomètres au nord-est de Montauban par la voie ferrée. Cette petite ville chef-lieu de canton qui conserve des maisons du XIIIe siècle et XIVe siècle est bien bâtie autour de larges boulevards provenant des anciennes fortifications et, largement étendue par ses faubourgs, dépasse encore 4 000 habitants. Des fabriques de chapeaux de paille, d'étamines et de cadis animent son cœur de la vieille ville, alors qu'à son voisinage ou dans ses environs, un nombre considérable de four à chaux et de briqueterie restent en activité. Le comice agricole valorise les productions agricoles, fruitières et des élevages du canton. Une station d'étalons confirme l'antique qualité des fourrages de la plaine. Outre la toile commune, le commerce jadis florissant de grains, de farine, de safran, de fruits, de truffes et de volailles se maintient.
La mode chapelière subit les aléas de la mode et aussi les crises. Mais les chapelleries sont encore actives en 1930, elles emploient d'autres matières, le feutre ou les textiles de bonneterie. La confection prend ainsi le relais.
A ce jour, subsistent encore deux chapellerie sur Caussade:  la Chapellerie Willys paris fondée en 1824 et le Chapellerie Crambes fondées en 1946, toutes deux emploient encore de nombreux salariés.
2015 à vu arriver sur Caussade l'installation d'un formier et d'une nouvelle entreprise, la chapellerie Hats Blocks Laforest.
En 1923, Caussade compte 3 630 habitants. Par la route, le bourg est à 24 kilomètres de Montauban. Il est desservi par le chemin de fer Orléans-Limoges-Toulouse. Les activités par ordre d'importance sont l'électromécanique, les chapelleries, les grains, l'élevage de volailles renommées et les phosphates.
La gare de Caussade sert à l'exportation des phosphates de chaux. Les gisements des cantons de Caylus, Caussade et Saint-Antonin sont exploités depuis 1870 par une société industrielle, la Compagnie des Phosphates du Midi. Ces masses compactes de phosphorites blanchâtres, pâles ou grisâtres ou colorées en jaune ou rouge, assez semblables à de la calamite, sont aussi broyées et employées comme engrais localement.
Caussade est également le siège social de grands groupes internationaux tels que Caussade Semences (création et mise sur le en marché de la génétique pour les grandes cultures et les productions fourragères) et APEM (interfaces homme-machine)

### Les écoles à Caussade avant la Révolution
Le collège Saint-Nicolas de Pélegry à Cahors a été fondé en 1365 par Raymond de Pélegry pour 13 boursiers, puis complété en 1368 par Hugues de Pélegry pour des boursiers étudiant la grammaire et la logique sous un maître ès-arts. Le statut du collège est modifié en 1420 par Gaucelin de Bousquet, évêque de Rieux qui le réserve à 17 élèves juristes, 9 clercs étudiant en droit canon, et 8 laïcs en droit civil. Les élèves devaient être originaires des lieux où le collège avait ses revenus. La moitié des dîmes de Caussade allant au collège, celui-ci recevait trois enfants de la paroisse de Caussade qui obtenaient un enseignement gratuitement. En 1751, le collège Pélegry a été réuni au collège Saint-Martial, à Toulouse. 4 places a alors été réservées pour des étudiants en philosophie et théologie.
Jusqu'à l'organisation de l'enseignement secondaire par les Récollets dans leur collège à partir de 1681, cet enseignement du latin était fait dans des écoles par des maîtres. Le collège des Récollets a assuré l'enseignement jusqu'en 1791. Ils s'étaient proposés pour travailler à la conversion de ceux de la R. P. R.. Leur enseignement a été critiqué par les consuls qui ont supprimé par deux fois leur allocation. En 1754, ils se sont justifiés dans un mémoire adressé à l'intendant en expliquant que « les efforts des religieux étaient vains pour inculquer le goût des lettres à une jeunesse entraînée vers le commerce ». Les fils de bonne famille préféraient recevoir une instruction commerciale.
Il existait aussi des petites écoles tenues par des régents. Le 13 mai 1687, Mlle Françoise de Boissy, fondatrice des Mirepoises ou « Congrégation des demoiselles des écoles chrétiennes et de la charité » veut envoyer des maîtresses à Caussade. La ville refuse de payer, mais l'intendant de la généralité de Montauban, Urbain Legoux de La Berchère, les a envoyé d'office pour enseigner les jeunes filles des nouveaux convertis. Les consuls ont dû s'incliner

## Politique et administration

### Administration municipale
Le nombre d'habitants au recensement de 2011 étant compris entre 5 000 habitants et 9 999 habitants au dernier recensement, le nombre de membres du conseil municipal est de vingt neuf,.

### Rattachements administratifs et électoraux
Commune faisant partie de l'arrondissement de Montauban de la communauté de communes du Quercy caussadais et du canton d'Aveyron-Lère (avant le redécoupage départemental de 2014, Caussade était le chef-lieu de l'ex-canton de Caussade).

### Finances locales
Cette sous-section présente la situation des finances communales de Caussade.
Pour l'exercice 2013, le compte administratif du budget municipal de Caussade s'établit à 11 269 000 € en dépenses et 12 567 000 € en recettes :
En 2013, la section de fonctionnement se répartit en 7 716 000 € de charges (1 129 € par habitant) pour 9 009 000 € de produits (1 318 € par habitant), soit un solde de 1 292 000 € (189 € par habitant), :
- le principal pôle de dépenses de fonctionnement est celui des charges de personnels[Note 10] pour une valeur de 3 634 000 € (47 %), soit 532 € par habitant, ratio voisin de la valeur moyenne de la strate. Sur la période 2009 - 2013, ce ratio fluctue et présente un minimum de 506 € par habitant en 2010 et un maximum de 532 € par habitant en 2013 ;
- la plus grande part des recettes est constituée des impôts locaux[Note 11] pour une somme de 4 830 000 € (54 %), soit 707 € par habitant, ratio voisin de la valeur moyenne de la strate. Sur les 5 dernières années, ce ratio fluctue et présente un minimum de 646 € par habitant en 2009 et un maximum de 707 € par habitant en 2013.

Les taux des taxes ci-dessous sont votés par la municipalité de Caussade. Ils ont varié de la façon suivante par rapport à 2012 :
- la taxe d'habitation sans variation 17,10 % ;
- la taxe foncière sur le bâti égale 29,09 % ;
- celle sur le non bâti sans variation 152,61 %.

La section investissement se répartit en emplois et ressources. Pour 2013, les emplois comprennent par ordre d'importance :
- des dépenses d'équipement[Note 13] pour un montant de 2 544 000 € (72 %), soit 372 € par habitant, ratio inférieur de 18 % à la valeur moyenne pour les communes de la même strate (453 € par habitant). Depuis 5 ans, ce ratio fluctue et présente un minimum de 229 € par habitant en 2010 et un maximum de 881 € par habitant en 2012 ;
- des remboursements d'emprunts[Note 14] pour une valeur totale de 807 000 € (23 %), soit 118 € par habitant, ratio supérieur de 19 % à la valeur moyenne pour les communes de la même strate (99 € par habitant).

Les ressources en investissement de Caussade se répartissent principalement en :
- fonds de Compensation pour la TVA pour un montant de 564 000 € (16 %), soit 82 € par habitant, ratio supérieur de 74 % à la valeur moyenne pour les communes de la même strate (47 € par habitant). Sur les 5 dernières années, ce ratio fluctue et présente un minimum de 14 € par habitant en 2009 et un maximum de 82 € par habitant en 2013 ;
- subventions reçues pour une somme de 158 000 € (4 %), soit 23 € par habitant, ratio inférieur de 71 % à la valeur moyenne pour les communes de la même strate (79 € par habitant).

L'endettement de Caussade au 31 décembre 2013 peut s'évaluer à partir de trois critères : l'encours de la dette, l'annuité de la dette et sa capacité de désendettement :
- l'encours de la dette pour un montant de 8 344 000 €, soit 1 221 € par habitant, ratio voisin de la valeur moyenne de la strate. Sur la période 2009 - 2013, ce ratio fluctue et présente un minimum de 704 € par habitant en 2010 et un maximum de 1 346 € par habitant en 2012[A2 5] ;
- l'annuité de la dette pour une valeur de 1 187 000 €, soit 174 € par habitant, ratio supérieur de 23 % à la valeur moyenne pour les communes de la même strate (141 € par habitant). Pour la période allant de 2009 à 2013, ce ratio fluctue et présente un minimum de 114 € par habitant en 2011 et un maximum de 174 € par habitant en 2013[A2 5] ;
- la capacité d'autofinancement (CAF) pour une valeur totale de 1 372 000 €, soit 201 € par habitant, ratio voisin de la valeur moyenne de la strate. Depuis 5 ans, ce ratio fluctue et présente un minimum de 201 € par habitant en 2013 et un maximum de 262 € par habitant en 2011[A2 6]. La capacité de désendettement est d'environ 6 années en 2013. Sur une période de 14 années, ce ratio présente un minimum d'environ 2 années en 2011 et un maximum d'environ 13 années en 2005.

## Population et société

### Démographie
L'évolution du nombre d'habitants est connue à travers les recensements de la population effectués dans la commune depuis 1793. Pour les communes de moins de 10 000 habitants, une enquête de recensement portant sur toute la population est réalisée tous les cinq ans, les populations de référence des années intermédiaires étant quant à elles estimées par interpolation ou extrapolation. Pour la commune, le premier recensement exhaustif entrant dans le cadre du nouveau dispositif a été réalisé en 2004.

En 2022, la commune comptait 6 858 habitants, en évolution de −0,72 % par rapport à 2016 (Tarn-et-Garonne : +3,12 %, France hors Mayotte : +2,11 %).
| 1793  | 1800  | 1806  | 1821  | 1831  | 1836  | 1841  | 1846  | 1851  |
| ----- | ----- | ----- | ----- | ----- | ----- | ----- | ----- | ----- |
| 3 970 | 4 142 | 4 510 | 5 118 | 4 776 | 4 540 | 4 292 | 4 352 | 4 209 |

| 1856  | 1861  | 1866  | 1872  | 1876  | 1881  | 1886  | 1891  | 1896  |
| ----- | ----- | ----- | ----- | ----- | ----- | ----- | ----- | ----- |
| 4 137 | 4 033 | 4 208 | 4 200 | 4 066 | 4 157 | 4 040 | 3 747 | 4 051 |

| 1901  | 1906  | 1911  | 1921  | 1926  | 1931  | 1936  | 1946  | 1954  |
| ----- | ----- | ----- | ----- | ----- | ----- | ----- | ----- | ----- |
| 4 508 | 4 379 | 4 321 | 3 442 | 3 631 | 3 704 | 3 733 | 4 203 | 4 398 |

| 1962  | 1968  | 1975  | 1982  | 1990  | 1999  | 2004  | 2006  | 2009  |
| ----- | ----- | ----- | ----- | ----- | ----- | ----- | ----- | ----- |
| 4 782 | 5 368 | 5 548 | 5 933 | 6 009 | 5 971 | 6 268 | 6 463 | 6 586 |

| 2014  | 2019  | 2022  | - | - | - | - | - | - |
| ----- | ----- | ----- | - | - | - | - | - | - |
| 6 805 | 6 808 | 6 858 | - | - | - | - | - | - |

| selon la population municipale des années : | 1968 | 1975 | 1982 | 1990 | 1999 | 2006 | 2009 | 2013 |
| Rang de la commune dans le département      | 4    | 4    | 4    | 4    | 4    | 4    | 4    | 4    |
| Nombre de communes du département           | 195  | 195  | 195  | 195  | 195  | 195  | 195  | 195  |

Au cours des années 1990 à 1999, le solde naturel a laissé une perte de 162 habitants, que le solde migratoire positif de 124 habitants ne compense pas. Pourtant, le début du millénaire confirme que la ville au gracieux clocher et aux services et petits commerces animés se renouvelle.

### Enseignement
L'éducation est assurée sur la commune de Caussade de la crèche - halte garderie Chapi-Chapeau, en passant par les écoles maternelles et les écoles élémentaires : (l'école publique Marcel-Pagnol, l'école publique Marie-Curie et l'école privée Sacré-Cœur), des collèges : (collège public Pierre-Darasse, collège privé Saint-Antoine, jusqu'aux lycées : (lycée professionnel privé "Clair foyer Caussadais", lycée d’enseignement général public Claude-Nougaro, et un lycée professionnel public Jean-Louis-Étienne), le tout étant complémenté par la bibliothèque municipale et un centre aéré.

### Manifestations culturelles et festivités
- Chaque année, en juillet, plusieurs animations musicales ont lieu dans le cadre des terrasses musicales ou musik'hall.
- En juillet également, les célèbres Estivales du chapeau Caussade se déroulent sur trois jours et accueillent des milliers d’amateurs de chapeau pour un concours international. (Chapeau-caussade.fashion).
- Durant l'été, trois soirées sont consacrées au theâtre dans la cadre du festv'hall du Fil situé en plein centre historique.
- Une année sur deux est consacrée à la peinture avec le salon de l'Aquarelle alternant avec un salon consacré à l'art moderne.
- Diverses animations sont proposées au moment d'Hallowen et des fêtes de Noël.
- Une manifestation nationale (Tractomania) consacrée au machinisme agricole a lieu chaque année à la mi-octobre.

### Santé
Maison de retraite type EHPAD et hôpital de Caussade USLD. CCAS, maison médicale, des infirmiers, des médecins généralistes, des dentistes, des kinésithérapeutes, des professionnels de la Surdité, un radiologue, un laboratoire d'analyse médicale, 3 pharmacies, des vétérinaires, des services d'ambulances,

### Sports
- Rugby à XV : Le club l'Union sportive caussadaise évolue en Fédérale 3 pour la saison 2006-2007. En 2013-2014 le club évolue en honneur et envisage la remontée en Fédérale 3.

### Écologie et recyclage
La collecte et le traitement des déchets des ménages et des déchets assimilés ainsi que la protection et la mise en valeur de l'environnement se font dans le cadre de la communauté de communes du Quercy Caussadais.
Une des déchèteries gérées par la communauté de communes est présente sur la commune.

## Économie

### Revenus
En 2018, la commune compte 3 202 ménages fiscaux, regroupant 6 674 personnes. La médiane du revenu disponible par unité de consommation est de 18 720 € (20 140 € dans le département). 36 % des ménages fiscaux sont imposés (42,6 % dans le département).

### Emploi
|                | 2008   | 2013   | 2018   |
| -------------- | ------ | ------ | ------ |
| Commune        | 11,4 % | 13,8 % | 13,5 % |
| Département    | 8,4 %  | 10,2 % | 10,3 % |
| France entière | 8,3 %  | 10 %   | 10 %   |

En 2018, la population âgée de 15 à 64 ans s'élève à 3 838 personnes, parmi lesquelles on compte 71,9 % d'actifs (58,5 % ayant un emploi et 13,5 % de chômeurs) et 28,1 % d'inactifs,. Depuis 2008, le taux de chômage communal (au sens du recensement) des 15-64 ans est supérieur à celui de la France et du département.
La commune fait partie de la couronne de l'aire d'attraction de Montauban, du fait qu'au moins 15 % des actifs travaillent dans le pôle,. Elle compte 3 302 emplois en 2018, contre 3 250 en 2013 et 3 313 en 2008. Le nombre d'actifs ayant un emploi résidant dans la commune est de 2 286, soit un indicateur de concentration d'emploi de 144,4 % et un taux d'activité parmi les 15 ans ou plus de 49,2 %.
Sur ces 2 286 actifs de 15 ans ou plus ayant un emploi, 1 052 travaillent dans la commune, soit 46 % des habitants. Pour se rendre au travail, 81 % des habitants utilisent un véhicule personnel ou de fonction à quatre roues, 2,3 % les transports en commun, 12,2 % s'y rendent en deux-roues, à vélo ou à pied et 4,5 % n'ont pas besoin de transport (travail au domicile).

### Activités hors agriculture

#### Secteurs d'activités
603 établissements sont implantés à Caussade au 31 décembre 2019. Le tableau ci-dessous en détaille le nombre par secteur d'activité et compare les ratios avec ceux du département,.
| Secteur d'activité                                                                                        | Commune | Commune | Département |
| Secteur d'activité                                                                                        | Nombre  | %       | %           |
| --- | ------- | ------- | ----------- |
| Ensemble                                                                                                  | 603     | 100 %   | (100 %)     |
| Industrie manufacturière, industries extractives et autres                                                | 61      | 10,1 %  | (9,6 %)     |
| Construction                                                                                              | 54      | 9 %     | (14,9 %)    |
| Commerce de gros et de détail, transports, hébergement et restauration                                    | 212     | 35,2 %  | (29,7 %)    |
| Information et communication                                                                              | 6       | 1 %     | (1,9 %)     |
| Activités financières et d'assurance                                                                      | 27      | 4,5 %   | (3,4 %)     |
| Activités immobilières                                                                                    | 32      | 5,3 %   | (3,3 %)     |
| Activités spécialisées, scientifiques et techniques et activités de services administratifs et de soutien | 63      | 10,4 %  | (14,1 %)    |
| Administration publique, enseignement, santé humaine et action sociale                                    | 82      | 13,6 %  | (13,6 %)    |
| Autres activités de services                                                                              | 66      | 10,9 %  | (9,3 %)     |

Le secteur du commerce de gros et de détail, des transports, de l'hébergement et de la restauration est prépondérant sur la commune puisqu'il représente 35,2 % du nombre total d'établissements de la commune (212 sur les 603 entreprises implantées à Caussade), contre 29,7 % au niveau départemental.

#### Entreprises et commerces
Les cinq entreprises ayant leur siège social sur le territoire communal qui génèrent le plus de chiffre d'affaires en 2020 sont :
- Apem, fabrication de matériel d'installation électrique et de micro-interrupteurs (60 398 k€); l'entreprise existe depuis 1952, et depuis 1971 à Caussade ;
- Guima Palfinger, fabrication de matériel de levage et de manutention (54 445 k€) ;
- SARL Probat, commerce de gros (commerce interentreprises) de bois et de matériaux de construction (5 907 k€) ;
- Cada, commerce de gros (commerce interentreprises) de céréales, de tabac non manufacturé, de semences et d'aliments pour le bétail (4 829 k€) ;
- Delzescaux, fabrication d'équipements aérauliques et frigorifiques industriels (4 632 k€).

Deux zones industrielles, Les Thourondes et Les Meaux, ont été aménagées. Les plus grosses entreprises en chiffre d'affaires en 2011 sont :
- Caussade semence ;
- Apem : siège social d'un des grands leaders mondiaux en interfaces homme-machine (interrupteurs, joysticks, clavier et voyants LED professionnels). L'entreprise a vu le jour en 1952 dans la ville voisine de Montpezat-de-Quercy. Elle possède toujours une unité de production dans ce village mais également dans la ville de Montauban pour la production de claviers professionnels ;
- Codevia ;
- Guima Palfinger,

avec respectivement 95, 80 et 36 millions d'euros. Le revenu annuel moyen s'élève à 12 265 €. La population active compte 2 321 personnes, 337 chômeurs recensés expliquent un taux de chômage de 14,7 %.

### Agriculture
La commune est dans le « Bas-Quercy de Montpezat », une petite région agricole couvrant une bande nord du département de Tarn-et-Garonne. En 2020, l'orientation technico-économique de l'agriculture sur la commune est la polyculture et/ou le polyélevage.
|               | 1988  | 2000  | 2010  | 2020  |
| ------------- | ----- | ----- | ----- | ----- |
| Exploitations | 143   | 104   | 62    | 52    |
| SAU (ha)      | 3 070 | 3 020 | 3 165 | 2 935 |

Le nombre d'exploitations agricoles en activité et ayant leur siège dans la commune est passé de 143 lors du recensement agricole de 1988 à 104 en 2000 puis à 62 en 2010 et enfin à 52 en 2020, soit une baisse de 64 % en 32 ans. Le même mouvement est observé à l'échelle du département qui a perdu pendant cette période 57 % de ses exploitations,. La surface agricole utilisée sur la commune a également diminué, passant de 3 070 ha en 1988 à 2 935 ha en 2020. Parallèlement la surface agricole utilisée moyenne par exploitation a augmenté, passant de 21 à 56 ha.

## Culture locale et patrimoine

### Lieux et monuments
- Le clocher de l'église Notre-Dame-de-l'Assomption fait l’objet d’un classement au titre des monuments historiques par la liste de 1840[90]. L'église de Caussade, avec sa nef unique et son chevet à pan coupé, est caractéristique du gothique méridional. Le clocher polygonal de type toulousain rappelle aussi l'entrée en pays aquitain de molasse et de briques d'argiles.
- Église Saint-Cyr-et-Sainte-Julitte du Colombier.
- Chapelle Saint-Michel-de-Geyssal de Caussade.
- Église Saint-Martin de Saint-Martin-de-Sesquières.
- Église Saint-Pierre de La Bénèche.
- Église Saint-Pierre de Saint-Pierre.
- La tour d'Arles fait l’objet d’un classement au titre des monuments historiques depuis le 23 novembre 1989[91].
- La maison de la Taverne
- Buste symbolisant la République (copie de celui réalisé par Jean-Antoine Injalbert, fondu pendant la Seconde Guerre mondiale)[92]
- Une maison du XIIIe siècle fait l’objet d’un classement au titre des monuments historiques depuis le 2 février 1925[93].
- Une maison 39 rue de la République fait l’objet d’une inscription au titre des monuments historiques depuis le 22 novembre 1981[94].
- La grange de la ferme de Labombardière fait l’objet d’une inscription au titre des monuments historiques depuis le 13 janvier 1992[95].
- Le temple protestant de Caussade est inscrit au titre des monuments historiques depuis 2015[96].

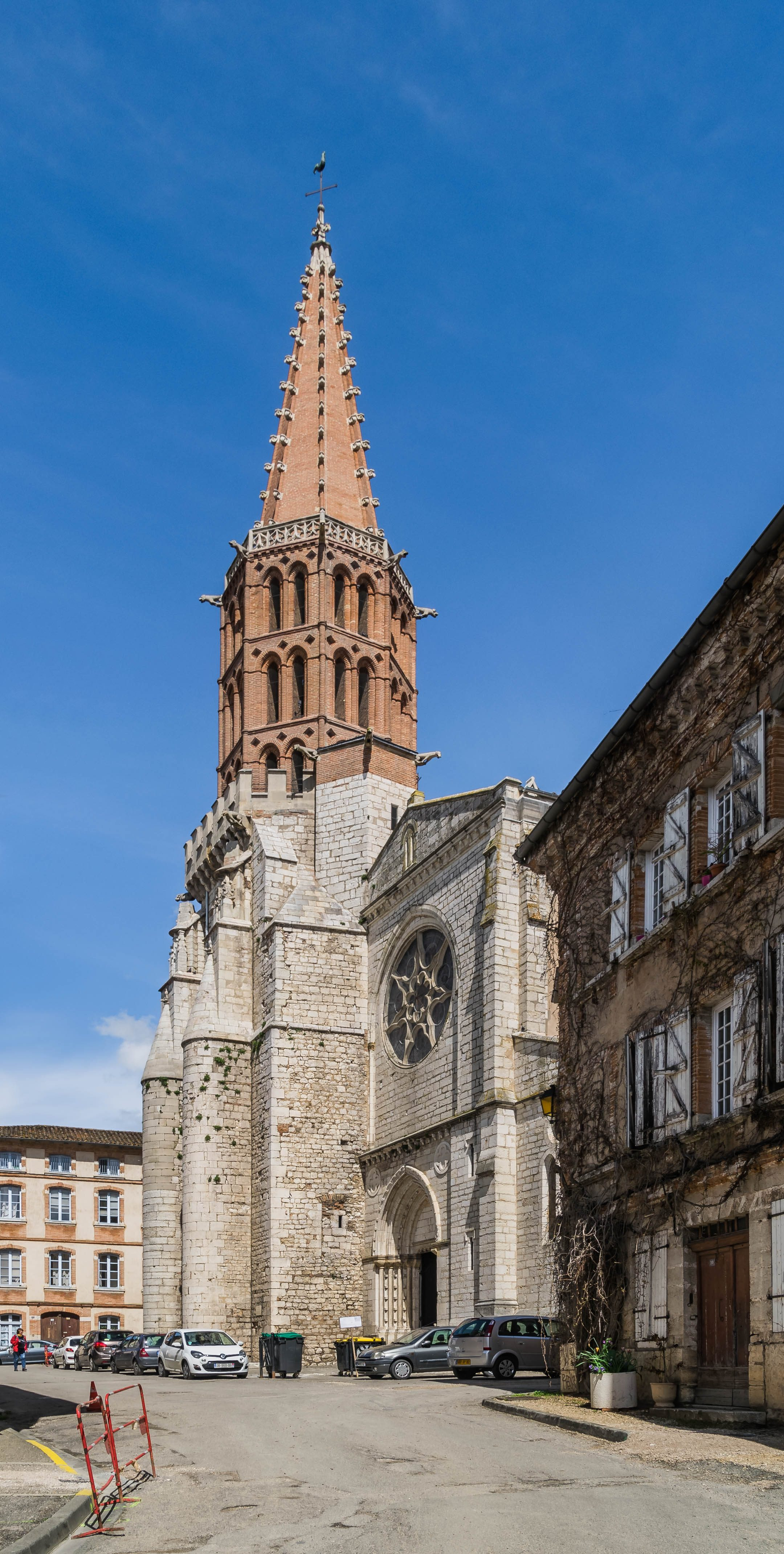
L'église Notre-Dame-de-l'Assomption.
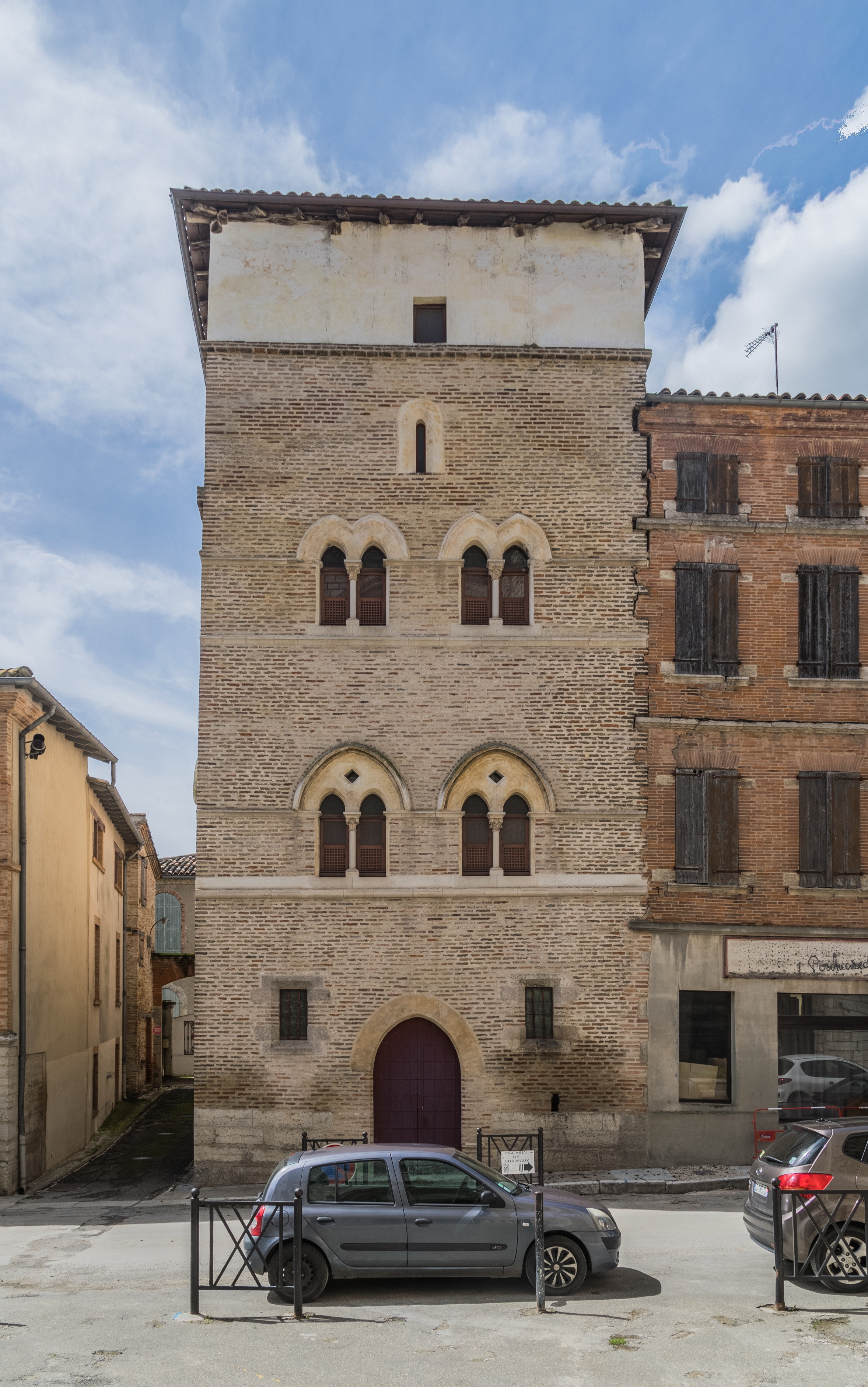
La tour d'Arles.
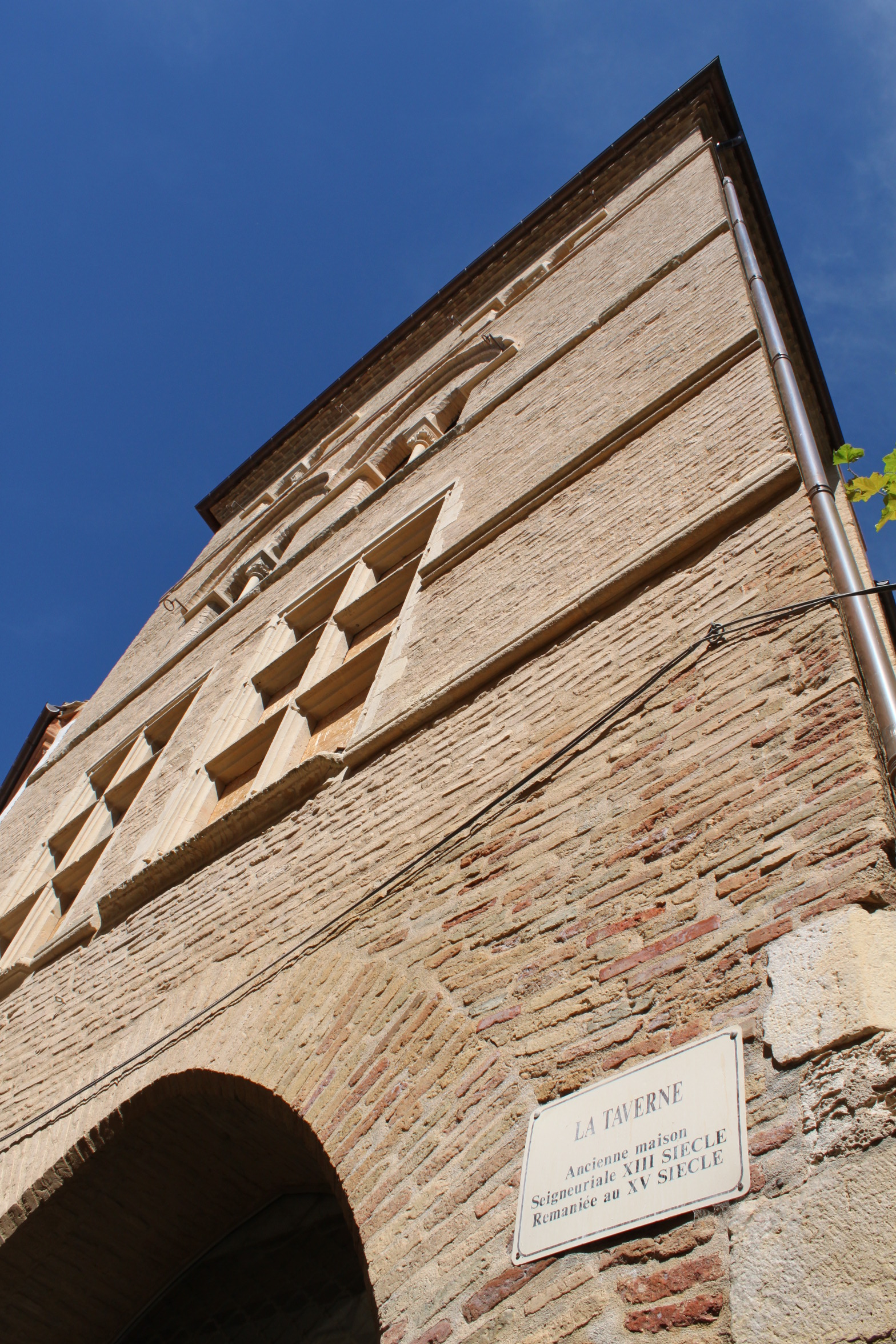
La Taverne.
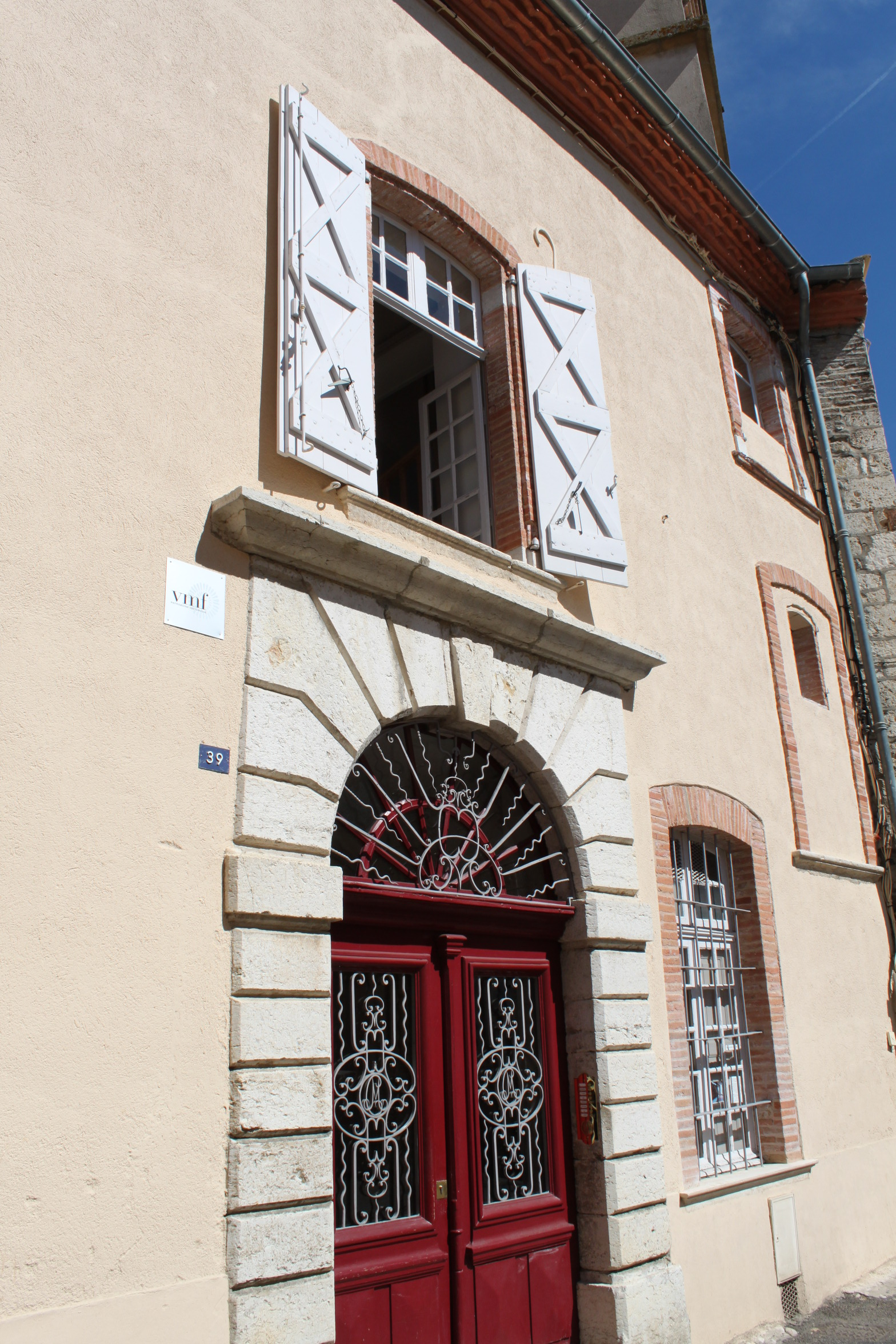
Maison au 39 rue de la République.
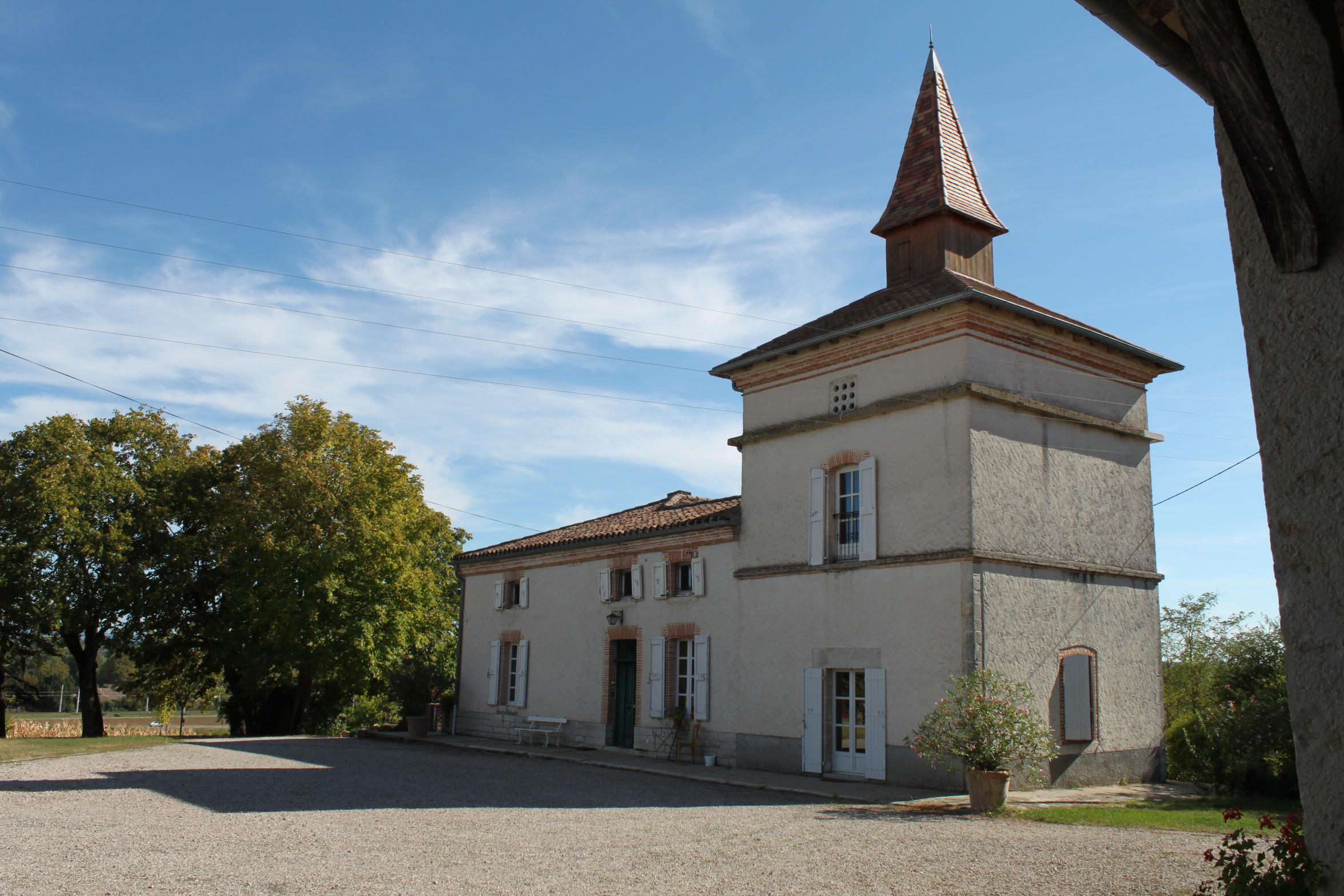
Ferme de Labombardière.

### Personnalités liées à la commune
- Famille Boudet
- Pierre du Calvet (1735-1786) : commerçant et juge de paix québécois né à Caussade ;
- Étienne Boudet (1761-1828) : homme politique né à Caussade ;
- Pierre Boudet (1799-1844) : homme politique né et mort à Caussade ;
- Paulin Limayrac (1817-1868) : journaliste né à Caussade ;
- Adrien Joseph Prax-Paris (1829-1909) : homme politique mort à Caussade ;
- Gaston Ouvrard (1890-1981) : auteur-compositeur-interprète mort à Caussade ;
- Jean Bonhomme (1924 -) : Député-maire de Caussade - vice-président de l'Assemblée nationale.

### Héraldique
| Caussade | Son blasonnement est : De gueules à la tour d'argent maçonnée de sable,à dextre et à la houssette (chausse) d'or à senestre au chef cousu d'azur chargé de trois fleurs de lis d'or. Elles sont héritées de la baronnie de Caussade. |